# Mesochorus aestivus
Mesochorus aestivus là một loài tò vò trong họ Ichneumonidae.